# Cheng Tang
Tang eller Cheng Tang (成湯; Chéng Tāng) var grundare och den första kungen av den forna kinesiska Shangdynastin (1600 f.kr.–1045 f.Kr.). Cheng Tang regerade från ungefär år 1600 f.Kr. Tangs personnamn var Lü och han titulerades i orakelbensskriften med sitt postuma tempelnamn "大乙" (Da Yi) och i Shiji som "天乙" (Tian Yi) och 成湯 (Cheng Tang).
Cheng Tang byggde upp en stark militärmakt och besegrade en rad mindre starka stammar. Därefter angrep han den starka Xiadynastin. Cheng Tang besegrade slutligen Xiadynastins arme vid slaget vid Mingtiao (dagens Fengqiu i Henan) och tvingad Xiadynasins kung Jie till exil. Därvid grundade han Shangdynastin. Cheng Tangs far var Zhu Gui som var ledare för Shang-folket. Cheng Tang hade tre söner; Da Ding, Wai Bing och Zhong Ren. Cheng Tang etablerade två huvudstäder för dynastin: Bo och Västra Bo (Xibo).
Enligt orakelbensskriften efterträddes Cheng Tang av sin son Da Ding, men enligt Shiji hann Da Ding avlida innan han tillträtt, så Cheng Tang efterträddes av den yngre sonen Wai Bing.